# Daví Zemuner Trindade
Daví Zemuner Trindade, conosciuto semplicemente come Daví (Londrina, 5 luglio 1984), è un giocatore di calcio a 5 brasiliano.

## Caratteristiche tecniche
Marcos Lamers, suo allenatore ai tempi dell'Acqua&Sapone, l'ha definito un giocatore tecnico, dalla freschezza atletica invidiabile, capace di svariare in ogni parte del campo perché può di interpretare efficacemente sia il ruolo di centrale sia quello di laterale.

## Carriera
Prima di approdare nel campionato italiano ha giocato in patria con Pato Branco, Umuarama (con cui ha vinto un campionato paranense), São Lucas e Guarapuava. Con la selezione Under-20 del Paraná ha vinto nel 2004 il Brasileiro de Seleções Sub-20 de Futsal.
Scartato dal CL Terni, nel dicembre 2010 si trasferisce all'Acqua&Sapone. Sebbene alcune difficoltà di tesseramento ne impediscano l'utilizzo per alcuni mesi, nel prosieguo della stagione il giocatore si rivela una delle pedine fondamentali della squadra, attirando l'attenzione dei grandi club. Inizialmente acquistato dalla Luparense (che vantava un diritto di prelazione sul cartellino del giocatore), nella stessa sessione di mercato è ceduto a titolo definitivo al Pescara. In riva all'Adriatico Daví rimane per due stagioni, raccogliendo 45 presenze impreziosite da 21 reti in campionato, 4 presenze e 1 gol nei play-off, 1 presenza e 2 gol in Coppa Italia. Nel luglio 2013 il Real Rieti ne annuncia l'ingaggio: qui vive una stagione da protagonista, mettendo a segno 16 reti in campionato che trascinano i sabini alla prima qualificazione ai play-off della loro storia.

## Palmarès

### Competizioni giovanili
- Brasileiro de Seleções Sub-20 de Futsal: 1

Paraná: 2004

### Competizioni nazionali
- Campionato paranaense: 1

Umuarama: 2007